# Royal Medal

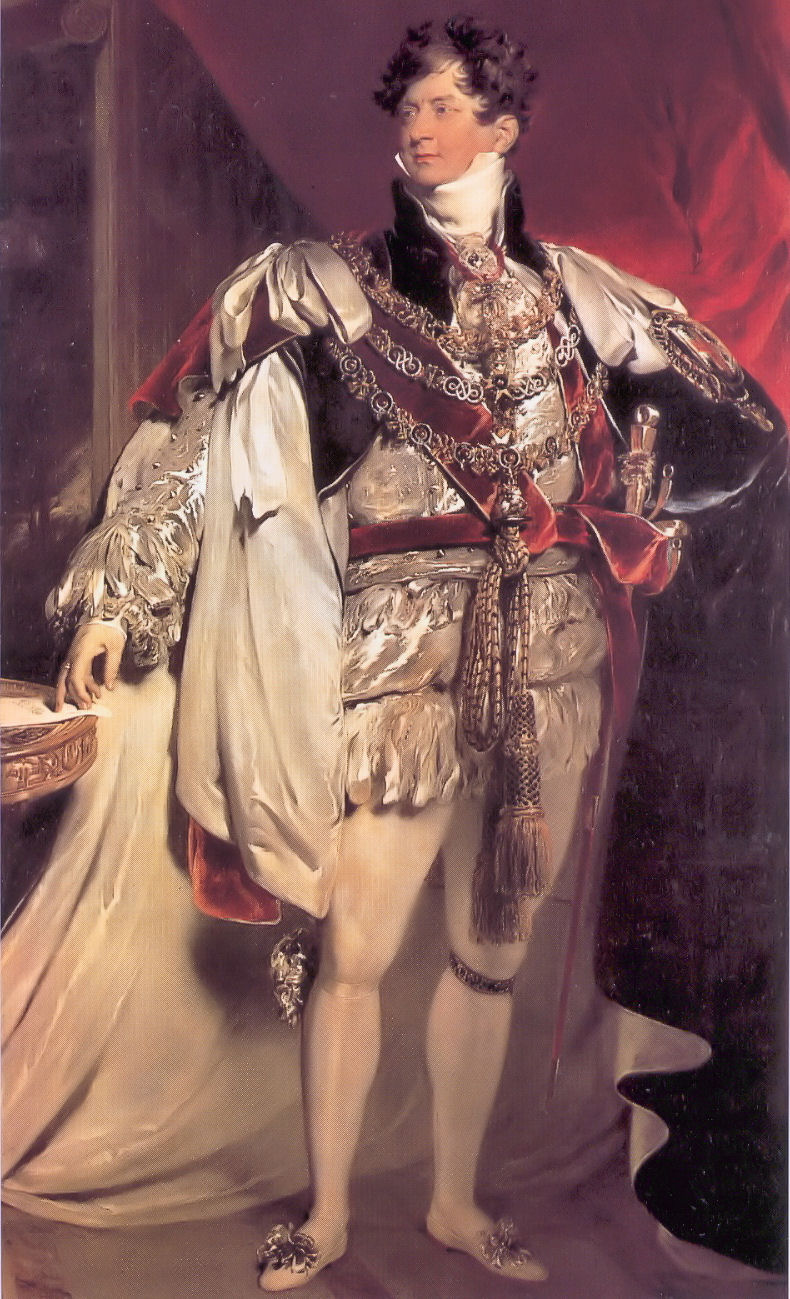
Regele George al IV-lea, monarhul care a inițiat acordarea medaliei

Royal Medal sau The Queen's Medal este o distincție importantă acordată de Royal Society (Societatea Regală Britanică) cercetătorilor din domeniul științelor naturale care provin din țările Commonwealthului Națiunilor. Medalia acordată este argintată, din anul 1965 fiind acordate anual trei medalii. Printre personalitățile care au primit această distincție se numără Francis William Aston (1938), Paul Dirac (1939), Frederick Sanger (1969), Max Perutz (1971), Francis Crick (1972) și mulți alții.

## Medaliați

### 1826 – 1899
| Anul | Cercetătorul                              | Domeniul          | Motivul |
| ---- | ----------------------------------------- | ----------------- | --- |
| 1826 | James Ivory                               | Matematică        | Pentru scrierile sale asupra refracțiilor astronomice, publicate în 1823 în Philosophical Transactions și alte scrieri din domeniul matematicii.                              |
| 1826 | John Dalton                               | Fizică            | Pentru dezvoltarea Teoriei Atomice și alte lucrări și descoperiri în fizică.                                                                                                  |
| 1827 | Friedrich Georg Wilhelm Struve            | Astronomie        | Pentru lucrarea sa intitulată Catalogus Novus Stellarum Duplicium. |
| 1827 | Humphry Davy                              | Fizică            | |
| 1828 | Johann Franz Encke                        | Astronomie        | |
| 1828 | William Hyde Wollaston                    | Chimie            | |
| 1829 | Eilhard Mitscherlich                      | Chimie            | |
| 1829 | Charles Bell                              | Anatomie          | |
| 1830 | David Brewster                            | Fizică            | |
| 1830 | Antoine-Jérôme Balard                     | Chimie            | |
| 1831 | n-a fost acordat                          |                   | |
| 1832 | n-a fost acordat                          |                   | |
| 1833 | John Herschel                             | Astronomie        | |
| 1833 | Augustin Pyramus de Candolle              | Botanică          | |
| 1834 | John William Lubbock                      | Fizică            | |
| 1834 | Charles Lyell                             | Geologie          | Pentru lucrarea sa intitulată Principles of Geology („Principiile geologiei”)                                                                                                 |
| 1835 | William Rowan Hamilton                    | Fizică            | |
| 1835 | Michael Faraday                           | Chimie            | Pentru investigațiile și descoperirile sale cuprinse în seria de cercetări experimentale referitoare la energia electrică și pentru definirea naturii acțiunii electrochimice |
| 1836 | John Herschel                             | Astronomie        | |
| 1836 | George Newport                            | Anatomie          | |
| 1837 | William Whewell                           | Fizică            | |
| 1838 | Thomas Graham                             | Chimie            | |
| 1838 | William Henry Fox Talbot                  | Matematică        | |
| 1839 | Martin Barry                              | Embriologie       | |
| 1839 | James Ivory                               | Matematică        | |
| 1840 | John Herschel                             | Astronomie        | |
| 1840 | Charles Wheatstone                        | Fiziologie        | |
| 1841 | Robert Kane                               | Chimie            | |
| 1841 | Eaton Hodgkinson                          | Inginerie         | |
| 1842 | William Bowman                            | Anatomie          | |
| 1842 | John Frederic Daniell                     | Chimie            | |
| 1843 | James David Forbes                        | Fizică            | |
| 1843 | Charles Wheatstone                        | Fizică            | |
| 1844 | Thomas Andrews                            | Chimie            | |
| 1844 | George Boole                              | Matematică        | |
| 1845 | Thomas Snow Beck                          | Medicină          | |
| 1845 | George Biddell Airy                       | Astronomie        | |
| 1846 | Richard Owen                              | Biologie          | |
| 1846 | Michael Faraday                           | Fizică            | Pentru cercetările sale teoretice și experimentale referitoare la interacțiunea dintre magneți și curentul electric.                                                          |
| 1847 | William Grove                             | Fizică            | |
| 1847 | George Fownes                             | Chimie            | |
| 1848 | Thomas Galloway                           | Matematică        | |
| 1848 | Charles James Hargreave                   | Matematică        | |
| 1849 | Gideon Mantell                            | Geologie          | |
| 1849 | Edward Sabine                             | Astronomie        | |
| 1850 | Thomas Graham                             | Chimie            | |
| 1850 | Benjamin Collins Brodie                   | Chimie            | |
| 1851 | George Newport                            | Entomologie       | |
| 1851 | William Parsons                           | Astronomie        | |
| 1852 | Thomas Henry Huxley                       | Biologie          | |
| 1852 | James Prescott Joule                      | Fizică            | |
| 1853 | John Tyndall                              | Fizică            | |
| 1853 | Charles Darwin                            | Științele naturii | |
| 1854 | Joseph Dalton Hooker                      | Botanică          | |
| 1854 | August Wilhelm von Hofmann                | Chimie            | |
| 1855 | John Russell Hind                         | Astronomie        | |
| 1855 | John Obadiah Westwood                     | Entomologie       | |
| 1856 | William Thomson Lord Kelvin               | Fizică            | Pentru diferitele sale cercetări referitoare la electricitate, la forța motrice a căldurii, precum și la alte discipline.                                                     |
| 1856 | John Richardson                           | Științele naturii | |
| 1857 | John Lindley                              | Botanică          | |
| 1857 | Edward Frankland                          | Chimie            | |
| 1858 | William Lassell                           | Astronomie        | |
| 1858 | Albany Hancock                            |                   | |
| 1859 | George Bentham                            | Botanică          | |
| 1859 | Arthur Cayley                             | Matematică        | |
| 1860 | William Fairbairn                         | Inginerie         | |
| 1860 | Augustus Volney Waller                    | Neurofiziologie   | |
| 1861 | William Benjamin Carpenter                | Fiziologie        | |
| 1861 | James Joseph Sylvester                    | Matematică        | |
| 1862 | John Thomas Romney Robinson               | Astronomie        | |
| 1862 | Alexander William Williamson              | Chimie            | |
| 1863 | Miles Joseph Berkeley                     | Botanică          | Pentru cercetările sale în domeniul criptogamelor și al micologiei. |
| 1863 | John Peter Gassiot                        | Fizică            | Pentru cercetările sale în domeniul baterilor și al curentului electric și al descărcării acestuia în medii atenuate.                                                         |
| 1864 | Warren de la Rue                          | Astronomie        | |
| 1864 | Jacob Lockhart Clarke                     | Anatomie          | |
| 1865 | Joseph Prestwich                          | Geologie          | |
| 1865 | Archibald Smith                           | Matematică        | |
| 1866 | William Kitchen Parker                    | Anatomie          | |
| 1866 | William Huggins                           | Astronomie        | |
| 1867 | William Edmond Logan                      | Geologie          | |
| 1867 | John Bennet Lawes și Joseph Henry Gilbert | Chimie            | |
| 1868 | George Salmon                             | Matematică        | |
| 1868 | Alfred Russel Wallace                     | Zoologie          | |
| 1869 | Thomas Maclear                            | Astronomie        | |
| 1869 | Augustus Matthiessen                      | Chimie            | |
| 1870 | William Hallowes Miller                   | Mineralogie       | |
| 1870 | Thomas Davidson                           | Paleontologie     | |
| 1871 | John Stenhouse                            | Chimie            | |
| 1871 | George Busk                               | Zoologie          | |
| 1872 | Thomas Anderson                           | Chimie            | |
| 1872 | Henry John Carter                         | Zoologie          | |
| 1873 | Henry Enfield Roscoe                      | Chimie            | |
| 1873 | George James Allman                       | Zoologie          | |
| 1874 | William Crawford Williamson               |                   | |
| 1874 | Henry Clifton Sorby                       |                   | |
| 1875 | William Crookes                           | Chimie            | |
| 1875 | Thomas Oldham                             | Geologie          | |
| 1876 | William Froude                            | Hidrodinamică     | Pentru cercetările sale teoretice și experimentale referitoare la comportamentul navelor - oscilații, rezistența la înaintare și propulsie.                                   |
| 1876 | Charles Wyville Thomson                   | Zoologie          | |
| 1877 | Oswald Heer                               | Științele naturii | |
| 1877 | Frederick Augustus Abel                   | Chimie            | |
| 1878 | John Allan Broun                          | Meteorologie      | |
| 1878 | Albert Günther                            | Zoologie          | |
| 1879 | William Henry Perkin                      | Chimie            | |
| 1879 | Andrew Ramsay                             | Geologie          | |
| 1880 | Joseph Lister                             | Chirurgie         | |
| 1880 | Andrew Noble                              | Fizică            | |
| 1881 | Francis Maitland Balfour                  | Biologie          | |
| 1881 | John Hewitt Jellett                       | Matematică        | |
| 1882 | William Henry Flower                      | Biologie          | |
| 1882 | John William Strutt, lord Rayleigh        | Fizică            | |
| 1883 | John Scott Burdon-Sanderson               | Fiziologie        | |
| 1883 | Thomas Archer Hirst                       | Matematică        | |
| 1884 | Daniel Oliver                             | Botanică          | |
| 1884 | George Howard Darwin                      | Matematică        | |
| 1885 | Ray Lankester                             | Zoologie          | |
| 1885 | David Edward Hughes                       | Electrotehnică    | |
| 1886 | Francis Galton                            | Biologie          | |
| 1886 | Peter Guthrie Tait                        | Fizică            | |
| 1887 | Henry Nottidge Moseley                    | Științele naturii | |
| 1887 | Alexander Ross Clarke                     | Geodezie          | |
| 1888 | Ferdinand von Mueller                     | Geografie         | |
| 1888 | Osborne Reynolds                          | Fizică            | Pentru cercetările sale în fizica matematică și experimentală, precum și pentru aplicațiile teoriei științifice în inginerie.                                                 |
| 1889 | Walter Holbrook Gaskell                   | Fiziologie        | |
| 1889 | Thomas Edward Thorpe                      | Chimie            | |
| 1890 | David Ferrier                             | Neurologie        | |
| 1890 | John Hopkinson                            | Fizică            | |
| 1891 | Charles Lapworth                          | Geologie          | |
| 1891 | Arthur William Rucker                     | Fizică            | |
| 1892 | John Newport Langley                      | Fiziologie        | |
| 1892 | Charles Pritchard                         | Astronomie        | |
| 1893 | Arthur Schuster                           | Fizică            | |
| 1893 | Harry Marshall Ward                       | Botanică          | |
| 1894 | Victor Horsley                            | Fiziologie        | |
| 1894 | Joseph John Thomson                       | Fizică            | |
| 1895 | James Alfred Ewing                        | Fizică            | |
| 1895 | John Murray                               | Oceanografie      | |
| 1896 | Charles Vernon Boys                       | Fizică            | |
| 1896 | Archibald Geikie                          | Geologie          | |
| 1897 | Andrew Russell Forsyth                    | Matematică        | |
| 1897 | Richard Strachey                          | Geologie          | |
| 1898 | Walter Gardiner                           | Botanică          | |
| 1898 | John Kerr                                 | Fizică            | |
| 1899 | George Francis FitzGerald                 | Fizică            | |
| 1899 | William Carmichael McIntosh               | Biologie marină   | |

### 1900–1999
| Anul | Cercetătorul                    | Domeniul                 | Motivul                                                                       |
| ---- | ------------------------------- | ------------------------ | ----------------------------------------------------------------------------- |
| 1900 | Percy Alexander MacMahon        | Matematică               | Pentru numărul și varietatea contribuțiilor sale la dezvoltarea matematicii.  |
| 1900 | Alfred Newton                   | Ornitologie              |                                                                               |
| 1901 | William Thomas Blanford         | Geologie                 |                                                                               |
| 1901 | William Edward Ayrton           | Electrotehnică           | Pentru contribuțiile sale sale în domeniul electrotehnicii.                   |
| 1902 | Horace Lamb                     | Matematică aplicată      | Pentru cercetările sale în domeniul fizicii matematice.                       |
| 1902 | Edward Albert Schafer           | Neurologie               |                                                                               |
| 1903 | Horace Tabberer Brown           | Chimie                   |                                                                               |
| 1903 | David Gill                      | Astronomie               |                                                                               |
| 1904 | William Burnside                | Matematică               | Pentru cercetările sale în domeniul matematicii, îndeosebi teoria grupurilor. |
| 1904 | David Bruce                     | Microbiologie            |                                                                               |
| 1905 | John Henry Poynting             | Fizică                   |                                                                               |
| 1905 | Charles Scott Sherrington       | Neurofiziologie          |                                                                               |
| 1906 | Dukinfield Henry Scott          | Botanică                 |                                                                               |
| 1906 | Alfred George Greenhill         | Matematică               |                                                                               |
| 1907 | Ramsay Heatley Traquair         | Științele naturii        |                                                                               |
| 1907 | Ernest William Hobson           | Matematică               |                                                                               |
| 1908 | John Milne                      | Geologie                 |                                                                               |
| 1908 | Henry Head                      | Neurologie               |                                                                               |
| 1909 | Ronald Ross                     | Medicină                 |                                                                               |
| 1909 | Augustus Edward Hough Love      | Matematică               |                                                                               |
| 1910 | John Joly                       | Geologie                 |                                                                               |
| 1910 | Frederick Orpen Bower           | Botanică                 |                                                                               |
| 1911 | William Bayliss                 | Fiziologie               |                                                                               |
| 1911 | George Chrystal                 | Matematică               |                                                                               |
| 1912 | William Mitchinson Hicks        | Fizică                   |                                                                               |
| 1912 | Grafton Elliot Smith            | Anatomie                 |                                                                               |
| 1913 | Harold Baily Dixon              | Chimie                   |                                                                               |
| 1913 | Ernest Starling                 | Physiologie              |                                                                               |
| 1914 | William Johnson Sollas          | Geologie                 |                                                                               |
| 1914 | Ernest William Brown            | Astronomie               |                                                                               |
| 1915 | William Halse Rivers Rivers     | Etnologie                |                                                                               |
| 1915 | Joseph Larmor                   | Matematică               |                                                                               |
| 1916 | John Scott Haldane              | Fiziologie               |                                                                               |
| 1916 | Hector Munro Macdonald          | Matematică               |                                                                               |
| 1917 | John Aitken                     | Meteorologie             |                                                                               |
| 1917 | Arthur Smith Woodward           | Paleontologie            |                                                                               |
| 1918 | Frederick Gowland Hopkins       | Biochimie                |                                                                               |
| 1918 | Alfred Fowler                   | Matematică               |                                                                               |
| 1919 | John Bretland Farmer            | Botanică                 |                                                                               |
| 1919 | James Jeans                     | Matematică               |                                                                               |
| 1920 | William Bateson                 | Genetică                 |                                                                               |
| 1920 | Godfrey Harold Hardy            | Matematică               |                                                                               |
| 1921 | Frederick Blackman              | Botanică                 |                                                                               |
| 1921 | Frank Dyson                     | Astronomie               |                                                                               |
| 1922 | Joseph Barcroft                 | Fiziologie               |                                                                               |
| 1922 | Charles Thomson Rees Wilson     | Meteorologie             |                                                                               |
| 1923 | Napier Shaw                     | Meteorologie             |                                                                               |
| 1923 | Charles James Martin            | Fiziologie               |                                                                               |
| 1924 | Henry Hallett Dale              | Farmacologie             |                                                                               |
| 1924 | Dugald Clerk                    | Inginerie                |                                                                               |
| 1925 | William Henry Perkin, Jr.       | Chimie organică          |                                                                               |
| 1925 | Albert Charles Seward           | Botanică                 |                                                                               |
| 1926 | William Bate Hardy              | Biochimie                |                                                                               |
| 1926 | Archibald Vivian Hill           | Fiziologie               |                                                                               |
| 1927 | Thomas Lewis                    | Cardiologie              |                                                                               |
| 1927 | John Cunningham McLennan        | Fizică                   |                                                                               |
| 1928 | Robert Broom                    | Paleontologie            |                                                                               |
| 1928 | Arthur Stanley Eddington        | Astrofizică              |                                                                               |
| 1929 | Robert Muir                     | Patologie                |                                                                               |
| 1929 | John Edensor Littlewood         | Mathematik               |                                                                               |
| 1930 | Owen Willans Richardson         | Fizică                   |                                                                               |
| 1930 | John Edward Marr                | Geologie                 |                                                                               |
| 1931 | William Henry Lang              | Botanică                 |                                                                               |
| 1931 | Richard Glazebrook              | Fizică                   |                                                                               |
| 1932 | Robert Robinson                 | Chimie                   |                                                                               |
| 1932 | Edward Mellanby                 | Farmacologie             |                                                                               |
| 1933 | Patrick Playfair Laidlaw        | Virusologie              |                                                                               |
| 1933 | Geoffrey Ingram Taylor          | Fizică                   |                                                                               |
| 1934 | Sydney Chapman                  | Geofizică                |                                                                               |
| 1934 | Edgar Douglas Adrian            | Electrofiziologie        |                                                                               |
| 1935 | Charles Galton Darwin           | Fizică                   |                                                                               |
| 1935 | Alfred Harker                   | Petrologie               |                                                                               |
| 1936 | Ralph Howard Fowler             | Fizică                   |                                                                               |
| 1936 | Edwin Stephen Goodrich          | Zoologie                 |                                                                               |
| 1937 | Nevil Vincent Sidgwick          | Chimie                   |                                                                               |
| 1937 | Arthur Henry Reginald Buller    | Biologie                 |                                                                               |
| 1938 | Ronald Aylmer Fisher            | Statistică               |                                                                               |
| 1938 | Francis William Aston           | Fizică                   |                                                                               |
| 1939 | Paul Dirac                      | Fizică                   |                                                                               |
| 1939 | David Keilin                    | Entomologie              |                                                                               |
| 1940 | Patrick Maynard Stuart Blackett | Fizică                   |                                                                               |
| 1940 | Francis Hugh Adam Marshall      | Fiziologie               |                                                                               |
| 1941 | Edward Arthur Milne             |                          |                                                                               |
| 1941 | Ernest Laurence Kennaway        | Patologie                |                                                                               |
| 1942 | Walter Norman Haworth           | Chimie                   |                                                                               |
| 1942 | William Whiteman Carlton Topley | Bacteriologie            |                                                                               |
| 1943 | Harold Spencer Jones            | Astronomie               |                                                                               |
| 1943 | Edward Battersby Bailey         | Geologie                 |                                                                               |
| 1944 | David Brunt                     | Meteorologie             |                                                                               |
| 1944 | Charles Robert Harington        | Chimie                   |                                                                               |
| 1945 | John Desmond Bernal             | Cristalografie           |                                                                               |
| 1945 | Edward James Salisbury          | Botanică                 |                                                                               |
| 1946 | William Lawrence Bragg          | Fizică                   |                                                                               |
| 1946 | Cyril Dean Darlington           | Biologie                 |                                                                               |
| 1947 | Cyril Norman Hinshelwood        | Chimie                   |                                                                               |
| 1947 | Frank Macfarlane Burnet         | Virusologie              |                                                                               |
| 1948 | Harold Jeffreys                 | Geofizică                |                                                                               |
| 1948 | James Gray                      | Zoologie                 |                                                                               |
| 1949 | George Paget Thomson            | Fizică                   |                                                                               |
| 1949 | Rudolph Albert Peters           | Biochimie                |                                                                               |
| 1950 | Edward Victor Appleton          | Fizică                   |                                                                               |
| 1950 | Carl Frederick Abel Pantin      | Zoologie                 |                                                                               |
| 1951 | Ian Heilbron                    | Chimie                   |                                                                               |
| 1951 | Howard Walter Florey            | Farmacologie             |                                                                               |
| 1952 | Christopher Kelk Ingold         | Chimie                   |                                                                               |
| 1952 | Frederick Charles Bartlett      | Psihologie experimentală |                                                                               |
| 1953 | Nevill Francis Mott             | Fizică                   |                                                                               |
| 1953 | Paul Fildes                     | Microbiologie            |                                                                               |
| 1954 | John Cockcroft                  | Fizică                   |                                                                               |
| 1954 | Hans Adolf Krebs                | Biochimie                |                                                                               |
| 1955 | Alexander Robert Todd           | Biochimie                |                                                                               |
| 1955 | Vincent Brian Wigglesworth      | Entomologie              |                                                                               |
| 1956 | Dorothy Mary Hodgkin            | Chimie                   |                                                                               |
| 1956 | Owen Thomas Jones               | Geologie                 |                                                                               |
| 1957 | William Vallance Douglas Hodge  | Matematică               |                                                                               |
| 1957 | Frederick Gugenheim Gregory     | Botanică                 |                                                                               |
| 1958 | Harrie Stewart Wilson Massey    | Fizică                   |                                                                               |
| 1958 | Alan Lloyd Hodgkin              | Fiziologie               |                                                                               |
| 1959 | Rudolf Peierls                  | Fizică                   |                                                                               |
| 1959 | Peter Brian Medawar             | Fiziologie               |                                                                               |
| 1960 | Alfred Charles Bernard Lovell   | Fizică                   |                                                                               |
| 1960 | Roy Cameron                     | Patologie                |                                                                               |
| 1961 | Cecil Frank Powell              | Fizică                   |                                                                               |
| 1961 | Wilfrid Le Gros Clark           | Fiziologie               |                                                                               |
| 1962 | Subrahmanyan Chandrasekhar      | Astrofizică              |                                                                               |
| 1962 | John Carew Eccles               | Neurofiziologie          |                                                                               |
| 1963 | Robert Hill                     | Biochimie                |                                                                               |
| 1963 | Herbert Harold Read             | Geologie                 |                                                                               |
| 1964 | Michael James Lighthill         | Acustică                 |                                                                               |
| 1964 | Francis William Rogers Brambell | Medicină                 |                                                                               |
| 1965 | Raymond Arthur Lyttleton        | Astronomie               |                                                                               |
| 1965 | John Cowdery Kendrew            | Cristalografie           |                                                                               |
| 1965 | Henry Charles Husband           | Inginerie                |                                                                               |
| 1966 | John Ashworth Ratcliffe         | Fizică                   |                                                                               |
| 1966 | Frank Yates                     | Biologie                 |                                                                               |
| 1966 | Christopher Sydney Cockerell    | Inginerie                |                                                                               |
| 1967 | Cecil Edgar Tilley              | Petrologie               |                                                                               |
| 1967 | John Zachary Young              | Neurofiziologie          |                                                                               |
| 1967 | Joseph Hutchinson               | Biologie                 |                                                                               |
| 1968 | Michael Francis Atiyah          | Matematică               |                                                                               |
| 1968 | Walter Thomas James Morgan      | Biochimie                |                                                                               |
| 1968 | Gilbert Roberts                 | Inginerie                |                                                                               |
| 1969 | George Edward Raven Deacon      | Oceanografie             |                                                                               |
| 1969 | Frederick Sanger                | Biochimie                |                                                                               |
| 1969 | Charles William Oatley          | Electrotehnică           |                                                                               |
| 1970 | Kingsley Charles Dunham         | Geologie                 |                                                                               |
| 1970 | William Albert Hugh Rushton     | Fiziologie               |                                                                               |
| 1970 | John Fleetwood Baker            | Inginerie                |                                                                               |
| 1971 | Gerhard Herzberg                | Fizică                   |                                                                               |
| 1971 | Max Ferdinand Perutz            | Biologie                 |                                                                               |
| 1971 | Percy Edward Kent               | Geologie                 |                                                                               |
| 1972 | Derek Harold Richard Barton     | Chimie                   |                                                                               |
| 1972 | Francis Crick                   | Biologie                 |                                                                               |
| 1972 | Wilfrid Bennett Lewis           | Fizică nucleară          |                                                                               |
| 1973 | Martin Ryle                     | Astronomie               |                                                                               |
| 1973 | Rodney Robert Porter            | Biologie                 |                                                                               |
| 1973 | Edward Penley Abraham           | Biologie                 |                                                                               |
| 1974 | Fred Hoyle                      | Fizică                   |                                                                               |
| 1974 | Sydney Brenner                  | Biologie                 |                                                                               |
| 1974 | George Edwards                  | Inginerie                |                                                                               |
| 1975 | Edward C. Bullard               | Geofizică                |                                                                               |
| 1975 | David Chilton Phillips          | Biologie                 |                                                                               |
| 1975 | Barnes Neville Wallis           | Inginerie                |                                                                               |
| 1976 | John Warcup Cornforth           | Chimie                   |                                                                               |
| 1976 | James Learmonth Gowans          | Medicină                 |                                                                               |
| 1976 | Alan Walsh                      | Fizică                   |                                                                               |
| 1977 | Peter Bernhard Hirsch           | Rezistența materialelor  |                                                                               |
| 1977 | Hugh Esmor Huxley               | Biologie                 |                                                                               |
| 1977 | John Bertram Adams              | Fizică                   |                                                                               |
| 1978 | Abdus Salam                     | Fizică                   |                                                                               |
| 1978 | Roderic Alfred Gregory          | Biologie                 |                                                                               |
| 1978 | Tom Kilburn                     | Inginerie                |                                                                               |
| 1979 | Charles Frank                   | Fizică                   |                                                                               |
| 1979 | Hans Walter Kosterlitz          | Biologie                 |                                                                               |
| 1979 | Vernon Ellis Cosslett           | Fizică                   |                                                                               |
| 1980 | Denys Wilkinson                 | Fizică                   |                                                                               |
| 1980 | Henry Harris                    | Medicină                 |                                                                               |
| 1980 | John Paul Wild                  | Astronomie               |                                                                               |
| 1981 | Geoffrey Wilkinson              | Chimie                   |                                                                               |
| 1981 | Marthe Louise Vogt              | Neurologie               |                                                                               |
| 1981 | Ralph Riley                     | Genetică                 |                                                                               |
| 1982 | Richard Dalitz                  | Fizică                   |                                                                               |
| 1982 | César Milstein                  | Biochimie                |                                                                               |
| 1982 | William Hawthorne               | Inginerie                |                                                                               |
| 1983 | John Frank Charles Kingman      | Matematică               |                                                                               |
| 1983 | Wilhelm Siegmund Feldberg       | Biologie                 |                                                                               |
| 1983 | Daniel Joseph Bradley           | Fizică                   |                                                                               |
| 1984 | Alan Battersby                  | Chimie                   |                                                                               |
| 1984 | Mary Frances Lyon               | Genetică                 |                                                                               |
| 1984 | Alexander Lamb Cullen           | Electrotehnică           |                                                                               |
| 1985 | Roger Penrose                   | Fizică                   |                                                                               |
| 1985 | John Bertrand Gurdon            | Biologie                 |                                                                               |
| 1985 | John Argyris                    | Inginerie                |                                                                               |
| 1986 | Rex Richards                    | Chimie                   |                                                                               |
| 1986 | Richard Doll                    | Fiziologie               |                                                                               |
| 1986 | Eric Ash                        | Electrotehnică           |                                                                               |
| 1987 | Francis Graham-Smith            | Astronomie               |                                                                               |
| 1987 | Eric James Denton               | Biologie marină          |                                                                               |
| 1987 | Gustav Victor Rudolf Born       | Farmacologie             |                                                                               |
| 1988 | George Keith Batchelor          | Matematică               |                                                                               |
| 1988 | Winifred M. Watkins             | Biochmie                 |                                                                               |
| 1988 | Harold E. M. Barlow             | Inginerie                |                                                                               |
| 1989 | John Charles Polanyi            | Chimie                   |                                                                               |
| 1989 | David Weatherall                | Medicină                 |                                                                               |
| 1989 | John Robert Vane                | Farmacologie             |                                                                               |
| 1990 | Michael Berry                   | Fizică                   |                                                                               |
| 1990 | Anne McLaren                    | Biologie                 |                                                                               |
| 1990 | Olgierd Cecil Zienkiewicz       | Inginerie                |                                                                               |
| 1991 | Dan McKenzie                    | Geofizică                |                                                                               |
| 1991 | Michael Berridge                | Biologie                 |                                                                               |
| 1991 | John Mason                      | Fizică                   |                                                                               |
| 1992 | Simon Donaldson                 | Matematică               |                                                                               |
| 1992 | Michael Anthony Epstein         | Medicină                 |                                                                               |
| 1992 | David Tabor                     | Fizică                   |                                                                               |
| 1993 | Volker Heine                    | Fizică                   |                                                                               |
| 1993 | Horace Barlow                   | Neurologie               |                                                                               |
| 1993 | Rodney Hill                     | Matematică aplicată      |                                                                               |
| 1994 | Sivaramakrishna Chandrasekhar   | Fizică                   |                                                                               |
| 1994 | Eric Mansfield                  | Inginerie aerospațială   |                                                                               |
| 1994 | Salvador Moncada                | Farmacologie             |                                                                               |
| 1995 | Robert Joseph Paton Williams    | Chimie                   |                                                                               |
| 1995 | Paul Nurse                      | Biochimie                |                                                                               |
| 1995 | Donald Metcalf                  | Medicină                 |                                                                               |
| 1996 | Andrew Wiles                    | Matematică               |                                                                               |
| 1996 | John Heslop-Harrison            | Botanică                 |                                                                               |
| 1996 | Robert Hinde                    | Zoologie                 |                                                                               |
| 1997 | Donald Hill Perkins             | Fizică                   |                                                                               |
| 1997 | John Maynard Smith              | Biologie                 |                                                                               |
| 1997 | Geoffrey Eglinton               | Chimie                   |                                                                               |
| 1998 | Donald Charlton Bradley         | Chimie                   |                                                                               |
| 1998 | Ricardo Miledi                  | Neurologie               |                                                                               |
| 1998 | Edwin Mellor Southern           | Biochimie                |                                                                               |
| 1999 | Archibald Howie                 | Fizică                   |                                                                               |
| 1999 | Patrick David Wall              | Neurologie               |                                                                               |
| 1999 | John Frank Davidson             | Chimie                   |                                                                               |

### După 2000
| Anul | Cercetătorul                | Domeniul        | Motivul |
| ---- | --------------------------- | --------------- | --- |
| 2000 | Keith Usherwood Ingold      | Chimie          | |
| 2000 | Geoffrey Burnstock          | Neurologie      | |
| 2000 | Timothy Berners-Lee         | Informatică     | Pentru inventarea și dezvoltarea ulterioară a World Wide Web, proiectarea localizatorulul uniform de resurse (URL) și pentru cele două protocoale HTTP și HTML                        |
| 2001 | Samuel Edwards              | Fizică          | |
| 2001 | Gabriel Horn                | Biologie        | |
| 2001 | Richard Gardner             | Biologie        | |
| 2002 | Raymond Freeman             | Chimie          | |
| 2002 | Suzanne Cory                | Genetică        | |
| 2002 | Richard Peto                | Matematică      | |
| 2003 | Nicholas Shackleton         | Geologie        | |
| 2003 | John Skehel                 | Virusologie     | |
| 2003 | Kenneth L. Johnson          | Inginerie       | |
| 2004 | Lord Lewis of Newnham       | Chimie          | |
| 2004 | Alec John Jeffreys          | Genetică        | |
| 2004 | James Whyte Black           | Chimie          | |
| 2005 | Michael Ellis Fisher        | Fizică          | |
| 2005 | Anthony Pawson              | Biologie        | |
| 2005 | Michael Pepper              | Fizică          | |
| 2006 | John Pendry                 | Fizică          | |
| 2006 | Tim Hunt                    | Biochimie       | |
| 2006 | David Baulcombe             | Botanică        | |
| 2007 | James Feast                 | Chimie          | |
| 2007 | Cyril Hilsum                | Fizică          | |
| 2007 | Tomas Lindahl               | Medicină        | Pentru contribuțiile fundamentale la înțelegerea de mecanismului de reparare al ADN-ului                                                                                              |
| 2008 | Alan Fersht                 | Chimie          | |
| 2008 | Philip Cohen                | Biochimie       | |
| 2008 | Robert Hedges               | Arheologie      | |
| 2009 | Chintamani Rao              | Chimie          | |
| 2009 | Ronald Laskey               | Biochimie       | |
| 2009 | Christopher Dobson          | Biochimie       | |
| 2010 | Peter Knight                | Optică cuantică | |
| 2010 | Azim Surani                 | Biologie        | |
| 2010 | Allen Hill                  | Chimie          | |
| 2011 | Steven Ley                  | Chimie          | |
| 2011 | Robin Holliday              | Biologie        | |
| 2011 | Gregory Winter              | Biofizică       | |
| 2012 | Tom Kibble                  | Fizică          | |
| 2012 | Kenneth Murray              | Biologie        | |
| 2012 | Andrew Holmes               | Chimie          | |
| 2013 | Rodney Baxter               | Fizică          | |
| 2013 | Walter Bodmer               | Genetică        | |
| 2013 | Peter Wells                 | Fizică medicală | |
| 2014 | Terence Tao                 | Matematică      | Pentru contribuțiile sale profunde și variate în matematici: analiză armonică, teoria numerelor prime, ecuații cu derivate parțiale, combinatorică, informatică, statistică și altele |
| 2014 | Tony Hunter                 | Biochimie       | |
| 2014 | Howard Morris               | Biofizică       | |
| 2015 | Jocelyn Bell Burnell        | Astronomie      | Pentru contribuțiile importante în observarea, analiza și înțelegerea pulsarilor, una dintre cele mai importante descoperiri astronomice ale secolului XX                             |
| 2015 | Elizabeth Blackburn         | Biologie        | Pentru munca ei de predicție și descoperirea telomerazei și a rolului telomerilor în protejarea și menținerea cromozomilor                                                            |
| 2015 | Christopher Llewellyn Smith | Fizică          | |